# Evangelische Kirche Lengau
Die Evangelische Kirche Lengau steht in der Martin-Luther-Straße Nr. 2 im Osten des Ortes in der Gemeinde Lengau im Bezirk Braunau am Inn im Innviertel in Oberösterreich. Sie gehört zur Evangelischen  Pfarrgemeinde Mattighofen/Munderfing/Lengau in der Evangelischen Superintendentur A. B. Oberösterreich der Evangelischen Kirche A.B. in Österreich.

## Geschichte
Die Kirche wurde von Baumeister Anton Hutterer errichtet und 1968 eingeweiht. 1978 erfolgte eine Restaurierung.

## Architektur
Der schlichte Kirchenbau unter einem Satteldach hat seitlich einen eingerückten schlanken Turm mit einem flachen Pyramidendach.
Das Kircheninnere besteht aus einem Saalraum mit einer seichten Altarnische.